# Wŏlmyŏng am
Wŏlmyŏng am (Pustelnia Jasnego Księżyca 월명암) – znana koreańska świątynia buddyjska niemająca statusu klasztoru - pustelnia.

## Historia pustelni
Pustelnia ta została wybudowana w 692 roku przez świeckiego wyznawcę Pusŏla Kŏsę na zboczu góry Pyŏng w pobliżu szczytu Sangsun. Data jest arbitralna, gdyż dokładnie nie wiadomo, kiedy żył Pusol. Nazwa pochodzi od imienia jego córki. 
Pusŏl Kŏsa był koreańskim odpowiednikiem chińskiego laika Pangyuna. W młodości został mnichem i w towarzystwie dwóch innych mnichów wędrował po Korei praktykując w różnych klasztorach. Pewnego razu zatrzymali się w gospodzie. Córka właściciela gospody Myohwa zakochała się w nim i nie chciała go wypuści dopóki jej nie poślubi. Pusol spełnił jej życzenie. Żyli z uprawy roli. Mieli dwoje dzieci, chłopca i dziewczynkę. Pusol cały czas prowadził praktykę buddyjską odwiedzając pobliskie klasztory Naeso i K'aeshim. Po jakimś czasie wybudował Wŏlmyŏng am, w której mieszkał i praktykował z całą rodziną. Następnie wybudował, nieistniejącą już dziś, pustelnię T'ung'an - dla syna, oraz Myojok - dla swojej żony. Ogólnie uważa się, że cała rodzina osiągnęła oświecenie. Myohwa zmarła w wieku 110 lat. 
Wŏlmyŏng am w ciągu swojej historii kilkakrotnie uległa spaleniu, jednak zawsze ją odbudowywano. Ostatni raz została zniszczona w czasie Wojny koreańskiej. Została odbudowana przez mnicha Wŏngŏynga. 
Dzisiaj leży na terenie Narodowego Parku góry Pyŏng. Posiada również mały pawilon do praktyki sŏn. Świątynia jest chętnie odwiedzana przez turystów ze względu na spektakularne wschody słońca.

## Adres pustelni
- 236-180, Naebyeonsan-ro, Byeonsan-myeon, Buan-gun, Jeollabuk-do, Korea Południowa

## Ciekawe obiekty
- Tekst Wŏlmyŏngmuae w Byŏnsanpalgyŏng